# Bahnstrecke Nienburg–Diepholz
| Streckennummer (DB): | 1744                 |                              |                              |
| Kursbuchstrecke (DB): | ex 219a              |                              |                              |
| Kursbuchstrecke: | 219f (1946)          |                              |                              |
| Streckenlänge: | 67 km                |                              |                              |
| Spurweite: | 1435 mm (Normalspur) |                              |                              |
| |                      |                              |                              |
| \| \| \| von Nienburg \| \| \| \| 0,0 \| Lohe (Abzw) \| Lohe (Abzw) \| \| \| \| nach Rahden \| \| \| \| 2,7 \| Mehlbergen \| Mehlbergen \| \| \| 5,5 \| Blenhorst \| Blenhorst \| \| \| 9,2 \| Wietzen \| Wietzen \| \| \| 13,3 \| Harbergen-Staffhorst \| Harbergen-Staffhorst \| \| \| 18,3 \| Siedenburg \| Siedenburg \| \| \| 22,5 \| Mellinghausen \| Mellinghausen \| \| \| \| von Bassum \| \| \| \| 28,9 \| Sulingen (Han) \| Sulingen (Han) \| \| \| \| nach Barenburg \| \| \| \| \| verworfene Verbindungsspange \| \| \| \| 34,8 \| Groß Lessen \| Groß Lessen \| \| \| 39,2 \| Wehrbleck \| Wehrbleck \| \| \| 42,0 \| Freistatt \| Freistatt \| \| \| 46,6 \| Barver \| Barver \| \| \| 51,1 \| Hemsloh \| Hemsloh \| \| \| \| ex Muna, heute BTR Logistik \| \| \| \| 54,7 \| Rehden-Wetschen \| Rehden-Wetschen \| \| \| 58,9 \| St. Hülfe \| St. Hülfe \| \| \| \| von Hamburg-Harburg \| \| \| \| 61,5 \| Diepholz \| Diepholz \| \| \| \| nach Osnabrück \| \| \| \| \| \| \| \| Quellen: [1] \| \| \| \| ORM-Karte |                      |                              |                              |
| Strecke |                      | von Nienburg                 | von Nienburg                 |
| ehemalige Blockstelle | 0,0                  | Lohe (Abzw)                  | Lohe (Abzw)                  |
| Abzweig ehemals geradeaus und nach links |                      | nach Rahden                  | nach Rahden                  |
| Bahnhof (Strecke außer Betrieb) | 2,7                  | Mehlbergen                   | Mehlbergen                   |
| Bahnhof (Strecke außer Betrieb) | 5,5                  | Blenhorst                    | Blenhorst                    |
| Bahnhof (Strecke außer Betrieb) | 9,2                  | Wietzen                      | Wietzen                      |
| Bahnhof (Strecke außer Betrieb) | 13,3                 | Harbergen-Staffhorst         | Harbergen-Staffhorst         |
| Bahnhof (Strecke außer Betrieb) | 18,3                 | Siedenburg                   | Siedenburg                   |
| Bahnhof (Strecke außer Betrieb) | 22,5                 | Mellinghausen                | Mellinghausen                |
| Abzweig geradeaus und von rechts (Strecke außer Betrieb) |                      | von Bassum                   | von Bassum                   |
| Kopfbahnhof Strecke bis hier außer Betrieb | 28,9                 | Sulingen (Han)               | Sulingen (Han)               |
| Abzweig geradeaus und nach links |                      | nach Barenburg               | nach Barenburg               |
| Abzweig geradeaus und ehemals von links |                      | verworfene Verbindungsspange | verworfene Verbindungsspange |
| ehemaliger Bahnhof | 34,8                 | Groß Lessen                  | Groß Lessen                  |
| ehemaliger Bahnhof | 39,2                 | Wehrbleck                    | Wehrbleck                    |
| ehemaliger Bahnhof | 42,0                 | Freistatt                    | Freistatt                    |
| ehemaliger Bahnhof | 46,6                 | Barver                       | Barver                       |
| ehemaliger Bahnhof | 51,1                 | Hemsloh                      | Hemsloh                      |
| Abzweig geradeaus und von rechts |                      | ex Muna, heute BTR Logistik  | ex Muna, heute BTR Logistik  |
| ehemaliger Bahnhof | 54,7                 | Rehden-Wetschen              | Rehden-Wetschen              |
| ehemaliger Bahnhof | 58,9                 | St. Hülfe                    | St. Hülfe                    |
| Abzweig geradeaus und von rechts |                      | von Hamburg-Harburg          | von Hamburg-Harburg          |
| Bahnhof | 61,5                 | Diepholz                     | Diepholz                     |
| Strecke |                      | nach Osnabrück               | nach Osnabrück               |
| |                      |                              |                              |
| Quellen: |                      |                              |                              |

Die Bahnstrecke Nienburg–Diepholz war eine eingleisige Nebenbahn in Niedersachsen, deren westlicher Abschnitt noch im Güterverkehr betrieben wird. Die Verbindung führt in ihrem Westabschnitt durch dünn besiedeltes Moorgebiet von Diepholz nach Sulingen. Der zur Weserstadt Nienburg weiterführende Ostabschnitt ist teilweise unterbrochen und nicht mehr befahrbar.

## Geschichte
Die Bahnstrecke wurde von der Deutschen Reichsbahn abschnittweise in Betrieb genommen. Der erste Abschnitt von Sulingen in östlicher Richtung bis Siedenburg wurde am 1. August 1921 eröffnet, der zweite Abschnitt folgte am 1. Oktober 1921 in westlicher Richtung bis Wehrbleck. Von Siedenburg ging es ab 15. November 1921 eine Station weiter bis Harbergen-Staffhorst. Fast ein Jahr später, am 1. September 1922, wurde die Lücke bis Nienburg (Weser) im Osten geschlossen. Im Westen wurde Diepholz am 1. Oktober 1923 erreicht.
Der Abschnitt Sulingen–Nienburg ist an mehreren Stellen unterbrochen und daher nicht mehr durchgehend befahrbar. Allerdings ist die Strecke auch heute noch durchgehend als Bahnstrecke gewidmet, was für eine spätere mögliche Reaktivierung sehr wichtig ist. Das 2010 gegründete Aktionsbündnis Eisenbahn Bünde–Bassum setzt sich auch für den Erhalt der Strecke Diepholz–Sulingen–Nienburg ein.
Im September 2018 wurde der Abschnitt Sulingen–Harbergen-Staffhorst über eine Auktion von DB Netz an einen unbekannten Bieter zum Preis von 150.000 Euro veräußert. Eine vorherige Intervention des Landrates des Landkreises Diepholz, um die Versteigerung zu stoppen, blieb erfolglos.
Von März bis November 2018 ersetzte die DB Netz zwischen Diepholz und Sulingen sieben Brücken durch entsprechende Neubauten, da diese fast hundert Jahre nach ihrer Errichtung das Ende der technischen Nutzungsdauer erreicht hatten.

## Personenverkehr
Die Bedeutung der Strecke für den Personennahverkehr war immer schon gering gewesen. Im Jahr 1927 wurden sonntags zwei Zugpaare und werktags drei, im Westteil vier Zugpaare eingesetzt. 1963 fuhren werktags vier Zugpaare, davon ein Eilzug, als Fahrzeug wurden stets Uerdinger Schienenbusse eingesetzt.
Der Personenverkehr auf dem westlichen Abschnitt Sulingen–Diepholz wurde am 25. September 1966 eingestellt, auf dem östlichen Abschnitt Sulingen–Nienburg drei Jahre später am 27. September 1969.
Jährlich finden Anfang Oktober Sonderzugfahrten zum Rehdener Herbstmarkt und Sulinger Stadtfest statt, die von der Ortsgruppe Diepholz des Verkehrsclubs Deutschland organisiert werden.

## Güterverkehr
Die Bahnstrecke diente außer dem Personenverkehr zunächst überwiegend dem Transport landwirtschaftlicher Güter, der aber nach dem Zweiten Weltkrieg immer stärker auf die Straße verlagert wurde. In den 1970er und 1980er Jahren wurde die gesamte Strecke dann vorwiegend von Diesellok-bespannten Kesselwagen-Ganzzügen befahren, die das in der Region geförderte Erdöl und Erdölprodukte abtransportierten.
Nach Einstellung des Güterverkehrs auf dem Streckenteil Sulingen–Nienburg am 2. Juni 1991 und dessen Stilllegung am 31. Dezember 1997 fahren die Öl- und Schwefel-Tankzüge der DB Cargo Deutschland nur noch über den Streckenabschnitt zwischen Diepholz und Sulingen, wo die Züge die Richtung wechseln, um das ExxonMobil-Lager in Barenburg (an der früher nach Bassum weiterführenden Strecke) zu erreichen.
Weiterhin fahren Güterzüge ein in Rehden liegendes Logistikunternehmen in der ehemaligen Munitionsanstalt an. Diese wird über den eigenen Gleisanschluss ab Bahnhof Rehden bedient. 2012 wurde ein Abstellgleis am Bahnhof Rehden komplett saniert.

### Verbindungsspange Sulingen
Es gab Überlegungen, im Raum Sulingen zwischen dem Diepholzer und dem Barenburger Streckenzweig eine Verbindungskurve und damit eine Möglichkeit zur Umgehung der Stadt Sulingen zu schaffen. Das Gelände des dann nicht mehr genutzten Sulinger Bahnhofs mit seinen ehemals umfangreichen Gleisanlagen sollte demnach bebaut werden. Der im November 2011 ergangene Planfeststellungsbeschluss wurde allerdings im März 2017 durch das Eisenbahn-Bundesamt aufgehoben.
Dem ging eine Klage der Rhein-Sieg-Eisenbahn voraus, die seit 2012 im Besitz einer Genehmigung des Landes Niedersachsen zum Betrieb des Bahnsteigs 3 am Gleis 4 als Eisenbahninfrastruktur des öffentlichen Verkehrs für die Dauer von 50 Jahren war sowie 2013 vom Eisenbahnbundesamt die Erlaubnis zum Betrieb des Bahnsteigs 3 als öffentliche Serviceeinrichtung erteilt bekam. Entgegen den ursprünglichen Planungen hätte die DB Netz entweder eine Abzweigweiche bauen oder alternativ ein vorheriges Stilllegungsverfahren für den Bahnhof Sulingen nach §11 AEG einleiten müssen. Weil dadurch keine Aussicht mehr auf eine Umnutzung des Bahnhofareals bestand und durch das Ende der Schwefelzüge die Transportleistung stark abnahm, distanzierten sich zunächst die Stadt Sulingen und nach dem Gerichtsurteil des Bundesverwaltungsgerichts vom 25. Mai 2016 auch die DB Netz von dem Vorhaben.